# Danais vestita
Danais vestita är en måreväxtart som beskrevs av John Gilbert Baker. Danais vestita ingår i släktet Danais och familjen måreväxter. Inga underarter finns listade i Catalogue of Life.